# Cadena 100
Cadena 100 är en spansk radiostation med säte i Madrid som började sända 1992. Stationen har frekvenser över hela Spanien. Musikformatet är adult contemporary.